# Agniohammus philippinensis
Agniohammus philippinensis là một loài bọ cánh cứng trong họ Cerambycidae.